# Brightlingsea
Brightlingsea – miasto portowe i civil parish w Wielkiej Brytanii, w Anglii, w regionie East of England, w hrabstwie Essex, w dystrykcie Tendring. W 2011 roku civil parish liczyła 8076 mieszkańców. Brightlingsea jest wspomniana w Domesday Book (1086) jako Brictricseia/Brictesceseia.